# UFO: Extraterrestrials
UFO: Extraterrestrials – strategia turowa wydana w roku 2007. Tym razem jednak akcja gry toczy się na skolonizowanej przez Ziemian w 2020 roku planecie Esperanza, gdzie dociera kolejna fala inwazji.
Rozgrywka przypomina klasyczne gry z serii X-COM, podobnie buduje się i zarządza bazami, żołnierzami, naukowcami i inżynierami. Walkę prowadzi się w trybie turowym, do dyspozycji jest szeroki arsenał broni powiększający się w miarę odkrywania 120 różnych projektów badawczych. Gra jest bardzo podobna do protoplasty, posiada nawet podobnie wyglądających Obcych. Prowadzi się także bardzo podobne typy misji (przechwytywanie UFO, misje w zaludnionym terenie, itp.).

## Fabuła
W roku 2020 przez Ziemian zostaje skolonizowana planeta Esperanza. Po wielu latach stała się ona prawdziwym domem kolonistów. Pewnego dnia zarejestrowano wychodzący z hiperprzestrzeni dziwny obiekt, na którego rozpoznanie wysłano 2 statki zwiadowcze Lewis i Clark. Odkryły one, że jest to statek Obcych, który jednak z niewiadomych przyczyn rozbił się na jednej z małych planet w systemie. Zwiadowcy odkryli na statku komputer i komorę pełną zahibernowanych Obcych, których ciała zabrano do dalszych badań. W wyniku tych badań odkryto, że Ziemia została najechana przez hordy Obcych i podbita, ludzkość zniewolona a planeta ograbiona z surowców naturalnych. 
Rząd Esperanzy powołał nową elitarną jednostkę Counter Alien Force (CAF) na wypadek zagrożenia ze strony Obcych, które już wkrótce stało się zupełnie realne. Ostatecznie siły CAF docierają na podbitą Ziemię.